# Schloss Creully

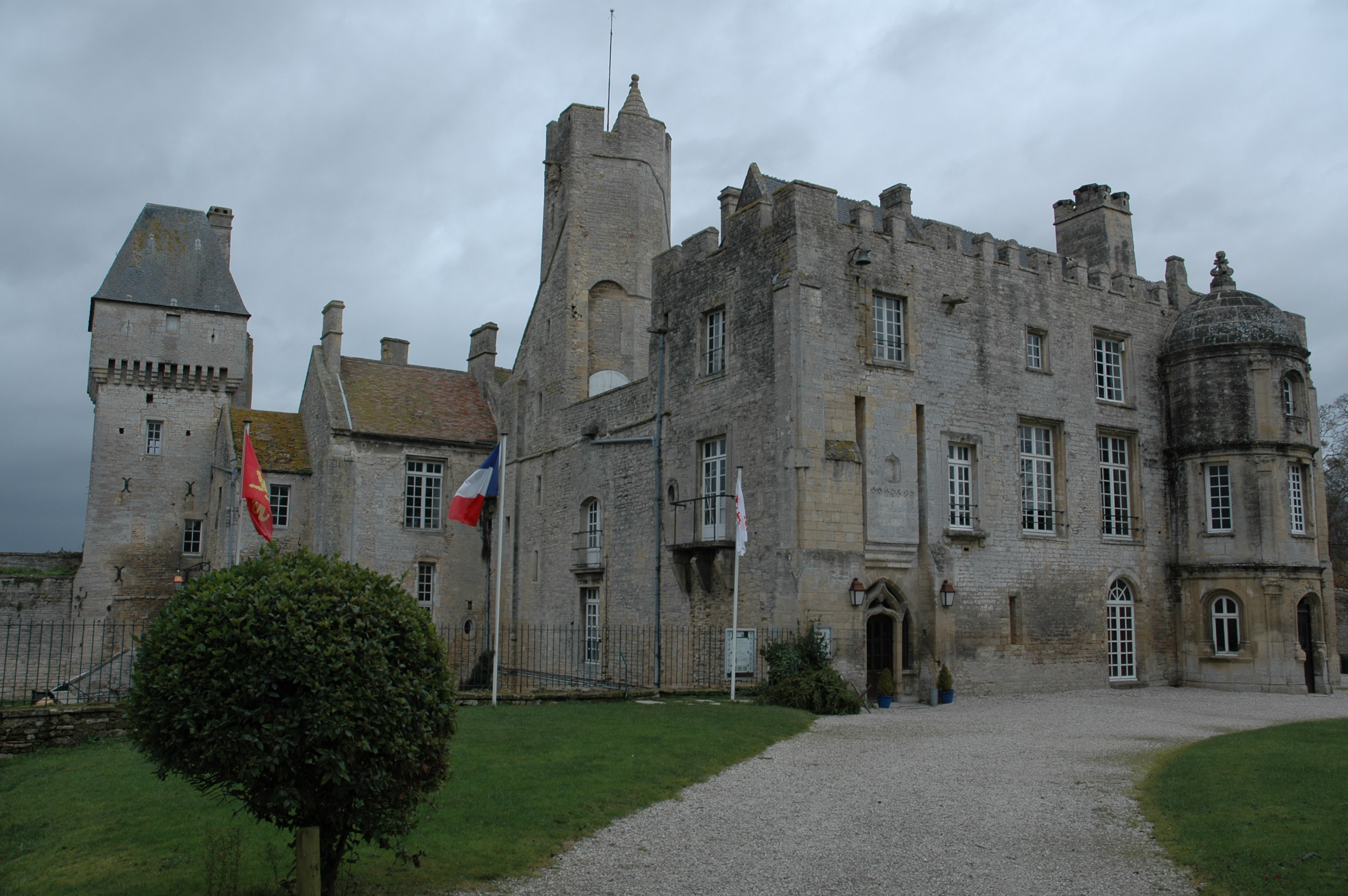
Schloss Creully

Das Schloss Creully (französisch Château de Creully) steht in der gleichnamigen französischen Gemeinde, im  Kanton Bayeux des Département Calvados, welches zur Region Normandie gehört.
Das Schloss wurde zunächst am 22. November 1993 als Monument historique klassifiziert und damit unter Denkmalschutz gestellt. Am 25. Juni 2004 wurde die Klassifizierung erneuert und  erweitert. Das Anwesen befindet sich zum Teil in kommunalem Besitz und zum Teil in Privatbesitz.

## Geschichte
Die Anfänge des Schlosses reichen bis ins Jahr 1047 zurück. Zu dieser Zeit herrschte Haimo von Creully (französisch Hamon le Dentu) als starker Baron über Creully, Thaon, d'Evrecy und Torigni. Er war Mitanführer der Rebellion gegen seinen Lehnsherrn den jungen Wilhelm der Bastard, den späteren Wilhelm I. von England und fällt in der Schlacht von Val-ès-Dunes, die den Machterhalt Wilhelms sichert. Sein Nachfolger Robert Fitz Haimon errichtet eine Festung aus Stein. Durch Heirat seiner Tochter und Erbin Mabille  wechselt das Schloss und Titel 1107 in die Hände von Robert von Caen, seinerseits Graf von Gloucester und illegitimer Sohn des englischen Königs Heinrich von Beauclerc. Sein Nachkomme Richard I. von Creully macht das Schloss zu seiner Hauptresidenz um 1147. Chreully wird als Wohnsitz im Stil eines Herrschers von hohem Rang im 12. Jahrhundert ausgebaut, zugehörig zu der damaligen Elite der normannischen Herrschaft über England. Diesen anglo-normannischen Stil findet man auch drei andren Stellen der Normandie nämlich in Beaumont-le-Richard, Bricquebec, und Barneville-la-Bertran.
Bis 1682 war das Schloss im Besitz der gleichen Familie. Insgesamt residierten 22 Barone nacheinander in diesem Anwesen. Hochverschuldet verkaufte der letzte Baron von Creully, Antoine V Sillans sein Schloss an Jean-Baptiste Colbert, Finanzminister im Dienste von Ludwig dem XIV. Bis zur französischen Revolution blieb das Schloss im Besitz der Nachkommen Colberts. Danach wurde das Schloss konfisziert und anschließend Besitz reicher Eigentümer.
Seit 1946 wurde das Hauptgebäude des Schlosses Besitz der Gemeinde Creully. Die Nebengebäude befinden sich in Privatbesitz.

## Architektur

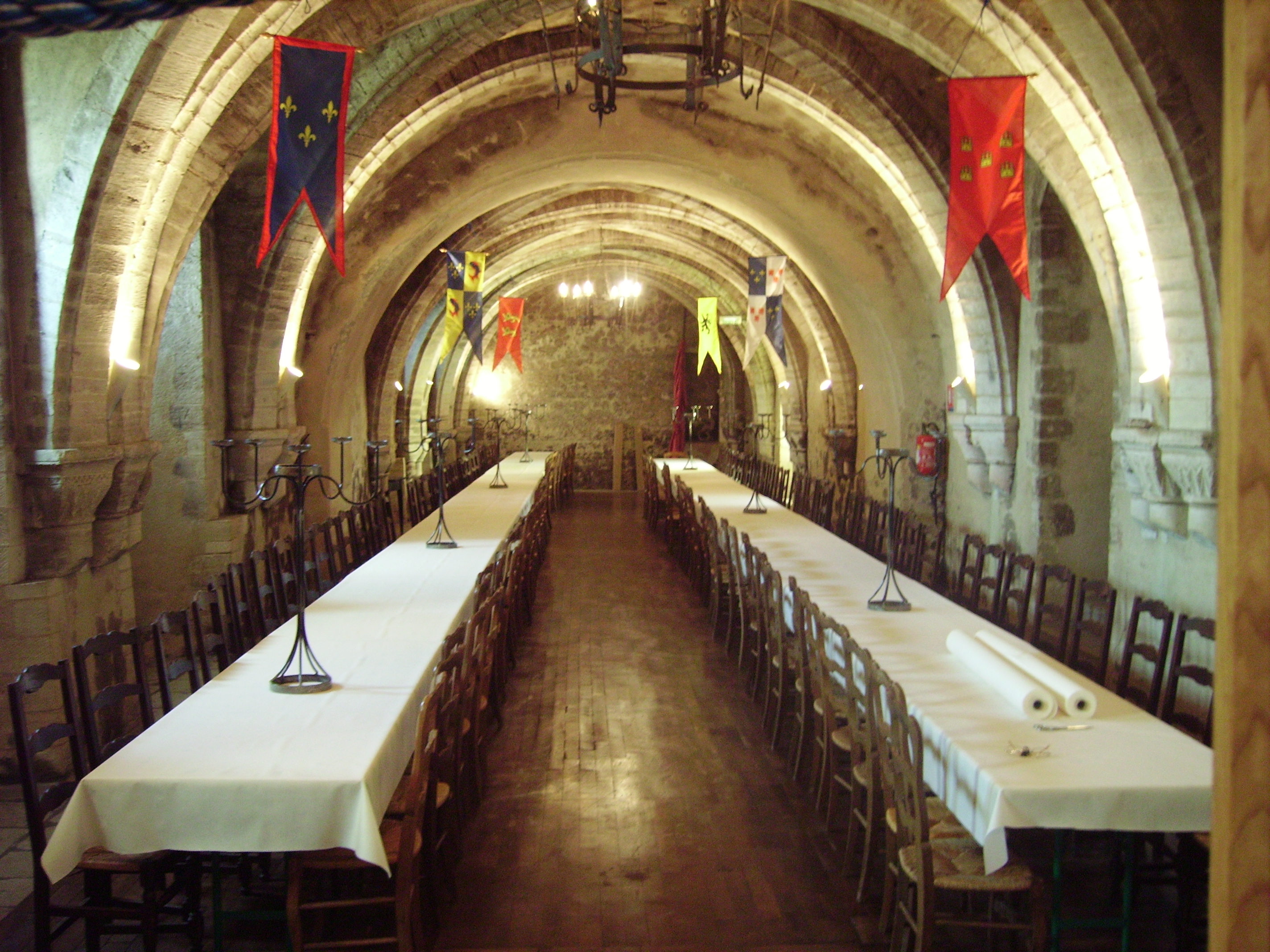
Großer Saal im Schloss Creully

Den Kern des Schlosses bildete eine 17 Meter hohe Empfangshalle, in der der Herrscher seine Gäste empfing. Gestützt wird der Saal durch eine Reihe von Arcaden. Zum Tal hin befindet sich das Wohnhaus auf zwei Ebenen in mehrere Abschnitte aufgeteilt, die privaten Gemächer. Im Anschluss befinden sich die Küche und andere Gemeinschaftsräume.
Im 15. Jahrhundert wurde das Schloss um einen großen Wehrturm erweitert.
Der große Saal wurde im 14. und 16. Jahrhundert umgebaut, die Höhe wurde halbiert und er erhielt eine Renaissance Fassade.